# Vicky Botwright
Vicky Botwright , née le 18 juin 1977  à Manchester est une joueuse professionnelle de squash représentant l'Angleterre. Elle atteint, en décembre 2005, la cinquième place mondiale sur le circuit international, son meilleur classement.
En 2008, elle est finaliste du championnat du monde, perdant en finale face à la no 1 mondiale Nicol David 11–5, 1–11, 6–11, 9–11. Elle fait partie de l'équipe d'Angleterre qui est championne du monde par équipes en 2006.
Botwright est à l'origine d'une controverse qui suscite une attention médiatique considérable en 2004, quand elle annonce son intention de participer aux tournois dans une tenue bikini - style composé d'un soutien-gorge de sport et des bretelles tong et pose pour des photographies avec la tenue. Cependant l'association internationale des joueuses de squash (WISPA), refuse l'autorisation de jouer avec cette tenue. Sa popularité et sa notoriété augmentent considérablement après l'incident, mais ensuite elle déclare que l'idée de vêtements "bikini" sur le court était un mécanisme de publicité imaginé par les membres de l'association internationale des joueuses de squash
Elle se retire du circuit professionnel en octobre 2008 lors des championnats du monde 2008. Elle continue néanmoins de jouer en Premier League Squash en Angleterre.
Vicky Botwright est la sœur aînée de Rebecca Botwright, qui est aussi joueuse professionnelle de squash. Elle est mariée au joueur australien Stewart Boswell.

## Palmarès

### Titres
- Open du Texas : 2006
- Championnats du monde par équipes :  2006
- Championnats d'Europe par équipes : 5 titres (2004-2008)

### Finales
- Championnats du monde : 2008
- US Open : 2005
- Qatar Classic : 2005
- Apawamis Open : 2 finales (2005, 2007)